# Хуан Аурич (футбольный клуб)
«Хуа́н А́урич» (исп. Club Juan Aurich de Chiclayo) — перуанский футбольный клуб из города Чиклайо. Выступает в Высшей лиге чемпионата Перу.

## История
Команда была основана в имении Батагранде 3 сентября 1922 года группой рабочих. Клуб получил название в честь владельца имения дона Хуана Аурича Пастора. Команда стала выступать в региональных соревнованиях и в 1933 году выиграла свой первый титул — чемпионов Чиклайо. С 1945 по 1952 год клуб не участвовал в футбольных соревнованиях, но затем было принято решение возродить команду по этому виду спорта.
5 июля 1953 года автобус с командой «Хуан Аурич» столкнулся с поездом. Погибло 22 человека — футболисты, члены семей, болельщики.
В 1967 году команда вышла в элитный дивизион чемпионата Перу и с ходу заняла второе место в элите, что позволило ей выступить в Кубке Либертадорес 1969 года. «Хуан Аурич» стал первой провинциальной командой Перу, которая приняла участие в международных турнирах.
До 1983 года клуб был крепким середняком, однако затем дела команды ухудшились — с 1987 по 1991 год «Хуан Аурич» выступал лишь в региональных лигах. В 1993 году объединился с командой «Депортиво Каньянья» (исп. Deportivo Cañaña) из Ламбаэче. Клуб «Аурич-Каньянья» вернулся в элиту, но ненадолго. После нескольких взлётов и падений «Северный циклон» (прозвище команды) исчез с футбольной карты Перу.
28 января 2005 года был клуб возрождён под названием «Хуан Аурич де ла Виктория» (дабы избежать юридических проволочек из-за прежних долгов клуба). В 2007 году «Хуан Аурич» добился возвращения в элитный дивизион. По итогам 2009 года «Хуан Аурич» занял третье место в чемпионате Перу и вернулся в Кубок Либертадорес спустя 40 лет. В предварительном раунде КЛ-2010 команда довольно неожиданно обыграла мексиканский «Эстудиантес Текос» и приняла полноценное участие уже в групповой стадии турнира.
В 2011 году «Хуан Аурич» впервые в своей истории завоевал титул чемпиона Перу.

## Достижения
- Чемпион Перу (1): 2011
- Вице-чемпион Перу (1): 1968
- Чемпион Перу во Втором дивизионе (1): 1997, 2007
- Участник Кубка Либертадорес (4): 1969, 2010, 2012, 2015